# Brandon Scott
Brandon Scott är en amerikansk skådespelare.
Elmore har bland annat medverkat i TV-serierna The Girls on the Bus och Dead to Me. Han har även medverkat i filmen Blair Witch.

## Filmografi (i urval)
- 2016 – Blair Witch
- 2019–2022 – Dead to Me (TV-serie)
- 2024 – The Girls on the Bus (TV-serie)